# باليرينا
باليرينا (بالإنجليزية: Ballerina) هو فيلم إثارة وحركة أمريكي صدر عام 2025، من إخراج لين وايزمان وتأليف شاي هاتن. يُعد الفيلم الجزء الخامس في سلسلة أفلام جون ويك، وتدور أحداثه بين وقائع فيلمي جون ويك: الفصل 3 – بارابيلوم (2019) وجون ويك: الفصل 4 (2023). يقوم ببطولته كل من آنا دي أرماس وأنجيليكا هيوستن وغابريل بيرن ولانس ريديك (في آخر ظهور له على الشاشة) ونورمان ريديس وإيان ماكشين وكيانو ريفز. في الفيلم، تسعى "إيف ماكارو" (دي أرماس)، وهي راقصة باليه تحولت إلى قاتلة، للانتقام من المسؤولين عن وفاة والدها، فتواجه جيشًا من القتلة.
بدأ العمل على فيلم خامس ضمن سلسلة جون ويك في عام 2017، بعد أن كتب هاتن، الذي ساهم أيضًا في الفيلمين الثالث والرابع، سيناريو أصليًا كان مخصصًا لفيلم فرعي. تم تعيين وايزمان مخرجًا في أكتوبر 2019، مع عودة تشاد ستاهلسكي، الذي أخرج جميع الأجزاء السابقة من السلسلة، كمنتج. بدأ اختيار الممثلين لفيلم باليرينا في أبريل 2022 واكتمل بحلول ديسمبر من العام نفسه، حيث انضمت دي أرماس، بايرن، وريدس إلى طاقم التمثيل، بينما عاد هيوستن، ريديك، ماكشين، وريفز. عاد أيضًا تايلر بيتس، الذي قام بتأليف الموسيقى التصويرية لجميع الأفلام السابقة في السلسلة، لتأليف موسيقى باليرينا. بدأت التصوير الرئيسي في نوفمبر 2022 واستمر حتى يناير 2023، وأُجريت إعادة تصوير في فبراير 2024، وشملت مواقع التصوير براغ وبودابست.
كان من المقرر في الأصل إطلاق فيلم باليرينا في 7 يونيو 2024، لكنه صدر في دور العرض بالولايات المتحدة في 6 يونيو 2025، بواسطة شركة لايونزغيت فيلمز. تلقى الفيلم مراجعات إيجابية بشكل عام من النقاد، مع إشادة بتسلسلات الحركة، وأداء دي أرماس، والقصة. وقد حقق إيرادات تجاوزت 106 ملايين دولار في جميع أنحاء العالم.

## القصة
إيف ماكارّو هي ابنة لقاتلين محترفين: خافيير من جماعة "روسكا روما" وزوجته المنتمية إلى طائفة غامضة تُعرف بـ"الطائفة". في سن مبكرة، خطفها خافيير من الطائفة، ما أدى إلى مقتل والدتها. مع سعي مستشار الطائفة لاستعادة إيف، يشن هجومًا على مقر إقامتها، ويقتل حراسها ويصيب خافيير بجروح قاتلة، لكنه يساعدها على الهرب. يأخذها ونستون سكوت، مالك فندق الكونتيننتال في نيويورك، إلى جماعة "روسكا روما"، حيث تلتقي بالمديرة وتوافق على الانضمام إليهم.
خلال 12 عامًا تالية، تتدرّب إيف كراقصة باليه وكمقاتلة/حارسة شخصية تحت إشراف المديرة ونوغي. وفي إحدى المناسبات، تلتقي بجون ويك، الذي كان يزور المديرة لطلب المرور الآمن إلى الدار البيضاء. يحاول جون إقناع إيف بالتخلي عن طريق العنف، لكنها ترفض. تتخرج إيف من البرنامج بعد قتلها لقاتلة من "روسكا روما"، يُفترض أنها فشلت في أداء واجباتها. تنجح لاحقًا في حماية أول موكّل لها، الوريثة كاتلا بارك. وبعد شهرين، تتعرض لهجوم من قاتل محترف أثناء تنفيذ عقد، فتقتله وتكتشف أنه من الطائفة. تطلب من المديرة معلومات عن الطائفة انتقامًا، لكنها تمنعها من متابعتهم بسبب هدنة طويلة بين "روسكا روما" والطائفة.
تخالف إيف أوامر المديرة وتتجه إلى فندق الكونتيننتال في نيويورك، حيث يمنحها شارون لقاءً مع ونستون. يخبرها ونستون أن أحد أفراد الطائفة، دانيال باين، يقيم في فندق الكونتيننتال في براغ ومطلوب برأسه مكافأة ضخمة. تسافر إيف إلى هناك وتحجز غرفة. تتسلل إلى غرفة باين وتكتشف ابنته إيلا، التي كان يخفيها عن الطائفة بعد أن هرب منها. يراقب بعض أفراد الطائفة إيف وباين في الفندق، وتقوم زعيمتهم لينا برفع قيمة المكافأة. يهاجم مرتزقة وقتلة الفندق، ويُطلق ديكس النار على باين أثناء خروجهما، وتُشلّ إيف وتُختطف إيلا. ينجو طاقم الفندق من العقوبة وينفّذون حكم الإعدام بحق اثنين من القتلة.
تشتري إيف الأسلحة من تاجر السلاح فرانك، لكن الطائفة تهاجم متجره. بعد أن تقتلهم، يساعدها فرانك في تحديد موقع قاعدة الطائفة ويوفر لها وسيلة نقل. تقودها رحلتها إلى بلدة "هالشتات"، حيث تهاجمها سُكّان البلدة، جميعهم يعملون لصالح الطائفة. تُؤسر إيف وتُؤخذ إلى المستشار، الذي يكتشف انتماءها لـ"روسكا روما". تكشف له عن نيتها الانتقام، فيردّ بأن باين هو ابنه، وإيلا حفيدته. يتعرف عليها ويخبر لينا بأنها أختها الكبرى. تهرب إيف قبل أن تشتبك مع لينا، التي تؤكد صلة القرابة وتوضح أن خافيير تركها ظنًا أن الطائفة قد غسلت دماغها. بعد أن يسمع المستشار حديثهما، يأمر بقتلهما؛ تموت لينا بسبب قنابل الطائفة، وتنجو إيف.
يتصل المستشار بالمديرة ليُعلن الحرب بين الفصيلين بسبب تصرفات إيف، رغم أن المديرة توضح أنها تصرفت بشكل فردي. لتهدئة الوضع، تُرسل المديرة جون ويك لقتل إيف كحل وسط، ويوافق المستشار. يصل جون إلى "هالشتات"، ويهزم إيف، لكنه يعفيها مرارًا ويحثها على التخلي عن انتقامها. تتوسل إليه أن يسمح لها بقتله، فيمنحها مهلة حتى منتصف الليل لقتل المستشار، وبعدها سيواصل مهمته.
تواصل إيف القتال ضد الطائفة في "هالشتات"، بمساعدة جون من بعيد. بعد أن تفقد الطائفة أثر جون، يحاول المستشار الهرب مع إيلا، لكن إيف تعترضه. يحاول إقناعها بالعدول، لكنها تعدمه وتُنقذ إيلا. يُبلغ جون المديرة بمقتل المستشار.
تُعاد إيلا إلى والدها باين في "الكونتيننتال" بنيويورك، حيث تجد إيف ملاذًا. وتقوم الطائفة بوضع مكافأة كبيرة لمن يأتي برأسها. أثناء حضورها عرضًا للباليه تؤديه المتدربة السابقة تاتيانا، تتلقى إيف خبر المكافأة وتغادر المسرح.

## التصوير
بدأ تصوير الفيلم في 7 نوفمبر 2022 بمدينة براغ.

## روابط خارجية
- باليرينا على موقع IMDb (الإنجليزية)
- باليرينا على موقع ميتاكريتيك (الإنجليزية)
- باليرينا على موقع روتن توميتوز (الإنجليزية)
- باليرينا على موقع ألو سيني (الفرنسية)
- باليرينا على موقع فيلمافينيتي (الإسبانية)
- باليرينا على موقع قاعدة بيانات الأفلام السويدية (السويدية)
- باليرينا على موقع قاعدة بيانات الفيلم (الإنجليزية)
- باليرينا على موقع ليتربوكسد (الإنجليزية)
- باليرينا على موقع كينوبويسك (الروسية)